# Айнтрахт (Франкфурт-на-Одері)
«Айнтрахт» (нім. «MSV Eintracht Frankfurt») — колишній німецький футбольний клуб з Франкфурта-на-Одері. Заснований 1950 року, 1 липня 2012 був приєднаний до клубу «Вікторія» (Франкфурт-на-Одері), створивши новий клуб «Франкфурт».